# Jorge Bátiz
Jorge Jacinto Bátiz (Tandil, 2 de diciembre de 1933) fue un ciclista argentino especialista en el ciclismo en pista. En su palmarés destacan las dos medallas del Campeonato del mundo de Velocidad amateur y diferentes triunfos en carreras de seis días. En 1969, se retira y comienza a dirigir la selección argentina de ciclismo. Fue reconocido con un Premio Konex de Platino en 1980 como el mejor ciclista de la historia Argentina. Es ciudadano ilustre de la ciudad de La Plata donde reside.

## Palmarés
- 1955

1º en los Juegos Panamericanos en Velocidad
- 1958

1º en los Seis días de Buenos Aires (con Fausto Coppi)
- 1959

1º en los Seis días de Buenos Aires (con Mino De Rossi)
- 1961

1º en los Seis días de Buenos Aires (con Miguel Poblet)
- 1963

1º en los Seis días de Buenos Aires (con Ricardo Senn)
- 1964

1º en los Seis días de Buenos Aires (con Ricardo Senn)